# Capa de nieve

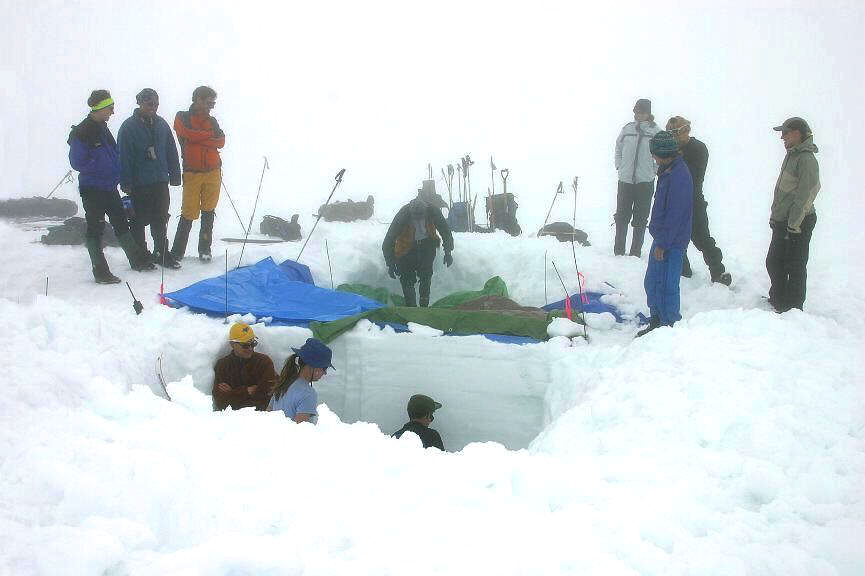
Excavación de un pozo de nieve en el glaciar Taku, en Alaska, para medir la profundidad y la densidad de la capa de nieve

La capa de nieve es una acumulación de nieve que se comprime con el tiempo y se funde estacionalmente, a menudo a gran altitud o en latitudes elevadas. La capa de nieve es un importante recurso hídrico que alimenta arroyos y ríos cuando se funde, provocando a veces inundaciones. Los mantos de nieve proporcionan agua potable y agricultura a las comunidades situadas ladera abajo. Las capas de nieve de alta latitud o gran altitud aportan masa a los glaciares en sus zonas de acumulación, donde la deposición anual de nieve supera la fusión anual.
La evaluación de la formación y la estabilidad de las capas de nieve es importante en el estudio y predicción de avalanchas. Los científicos estudian las propiedades físicas de la nieve en diferentes condiciones y su evolución, y más específicamente el metamorfismo de la nieve, la hidrología de la nieve (es decir, la contribución del derretimiento de la nieve a la hidrología de la cuenca), la evolución de la capa de nieve con el cambio climático y su efecto sobre la retroalimentación del albedo del hielo y la hidrología, tanto en tierra como mediante el uso de sensores remotos (teledetección). La nieve también se estudia en un contexto más global de impacto, por ejemplo en los hábitats de los animales y la sucesión de las plantas. Se hace un esfuerzo importante en la clasificación de la nieve, tanto como hidrometeorito como en tierra.

## Aplicaciones científicas

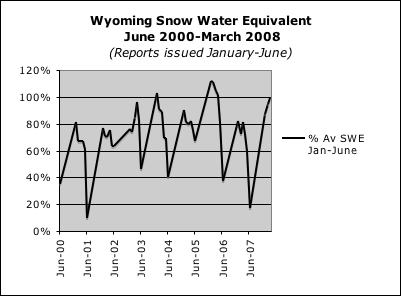
Gráfico de los cambios en la capa de nieve de Wyoming

La modelización del manto de nieve se realiza para la estabilidad de la nieve, la previsión de inundaciones, la gestión de los recursos hídricos y los estudios climáticos. La modelización del manto de nieve se lleva a cabo mediante métodos simples y estadísticos, como los grados día, o mediante complejos modelos de balance energético con base física, como SNOWPACK, CROCUS o SNOWMODEL.